# The Adventures of Kit Carson
The Adventures of Kit Carson è una serie televisiva statunitense in 103 episodi trasmessi per la prima volta nel corso di 4 stagioni dal 1951 al 1955.
È una serie del genere western destinata ad un pubblico giovane e incentrata sulle vicende dell'esploratore Christopher "Kit" Carson seguito dal suo fedele compagno messicano soprannominato El Toro (interpretato da Don Diamond)

## Trama
Stati Uniti, vecchio West, anni 1880. L'esploratore Christopher "Kit" Carson vaga, a cavallo del suo destriero Apache, per le città di frontiera dell'ovest americano seguito dal suo compagno di avventure messicano, El Toro. Insieme i due non perdono occasione per aiutare i più deboli, gli oppressi o i bisognosi.

## Personaggi e interpreti

### Personaggi principali
- Kit Carson (103 episodi, 1951-1955), interpretato da Bill Williams.
- El Toro (103 episodi, 1951-1955), interpretato da Don Diamond.

### Personaggi secondari
- Carl Rigby (14 episodi, 1951-1953), interpretato da John L. Cason.
- El Broho (10 episodi, 1951-1954), interpretato da Peter Mamakos.
- Don Felipe (9 episodi, 1951-1955), interpretato da Richard Avonde.
- Colonnello Culver (8 episodi, 1952-1954), interpretato da Tristram Coffin.
- George (8 episodi, 1952-1954), interpretato da Francis McDonald.
- Ace (7 episodi, 1951-1953), interpretato da William Tannen.
- Capitano Brandcroft (7 episodi, 1952-1954), interpretato da Myron Healey.
- Don Jose (7 episodi, 1951-1954), interpretato da Edward Colmans.
- Jeremy Repp (7 episodi, 1951-1955), interpretato da William Fawcett.
- Generale Banning (7 episodi, 1951-1954), interpretato da James Craven.
- Dolores (7 episodi, 1951-1953), interpretata da Donna Martell.
- Edmund Denning (7 episodi, 1952-1954), interpretato da Denver Pyle.
- Carl (7 episodi, 1953-1955), interpretato da Sheb Wooley.
- Maria (6 episodi, 1952-1953), interpretata da Carol Thurston.
- Scagnozzo (6 episodi, 1952-1953), interpretato da Rick Vallin.
- Chico Johnny (6 episodi, 1952-1953), interpretato da Charles Stevens.
- Bret Pearson (6 episodi, 1953-1954), interpretato da George Chandler.
- Burt Tanner (6 episodi, 1953-1955), interpretato da Lee Van Cleef.
- Governatore (5 episodi, 1951-1953), interpretato da John Eldredge.
- Amos Bradley (5 episodi, 1951-1954), interpretato da Raymond Hatton.
- Cora Langley (5 episodi, 1952-1954), interpretata da Barbara Bestar.
- Brett Hudson (5 episodi, 1953-1955), interpretato da Richard Garland.
- Larry Pearson (5 episodi, 1952-1953), interpretato da Rand Brooks.
- Jason Briggs (5 episodi, 1951-1954), interpretato da Harry Lauter.
- Polly (5 episodi, 1953-1954), interpretata da Nan Leslie.
- Eli Thatcher (5 episodi, 1952-1955), interpretato da Harry Harvey.

## Produzione
La serie fu prodotta da Richard Irving per la Revue Productions e girata in vari movie ranch californiani.

### Registi
Tra i registi sono accreditati:
- John English in 45 episodi (1951-1955)
- Lew Landers in 21 episodi (1951-1953)
- Paul Landres in 9 episodi (1953-1955)
- Philip Ford in 2 episodi (1954)
- Charles S. Gould in 2 episodi (1954)
- Norman Lloyd

### Sceneggiatori
Tra gli sceneggiatori sono accreditati:
- Barry Shipman in 31 episodi (1952-1955)
- Eric Taylor in 9 episodi (1951-1952)
- Luci Ward in 8 episodi (1951-1953)
- Milton Raison in 7 episodi (1951-1953)
- Eric Freiwald in 4 episodi (1952-1954)
- Sloan Nibley in 4 episodi (1954-1955)
- Robert Schaefer in 3 episodi (1952-1954)
- Maurice Tombragel in 2 episodi (1952)
- Dwight V. Babcock in un episodio (1952)
- Dwight Cummins

## Distribuzione
La serie fu trasmessa negli Stati Uniti dall'11 agosto 1951 al 22 gennaio 1955 in syndication.

## Episodi
| Stagione         | Episodi | Prima TV USA |
| ---------------- | ------- | ------------ |
| Prima stagione   | 25      | 1951-1952    |
| Seconda stagione | 26      | 1952-1953    |
| Terza stagione   | 26      | 1953-1954    |
| Quarta stagione  | 26      | 1954-1955    |